# Professional File System
A Professional File System (röviden: PFS) egy eredetileg Amigára fejlesztett fájlrendszer, mely kereskedelmi termékként jelent meg 1995-ben. Jelenleg az Amineten érhető el szabadon ún. 4-klauzulás BSD licenc alatt. A PFS elődje az AmiFileSafe (AFS) fájlrendszer, mellyel a PFS kompatibilis, ugyanakkor gyorsabb és megbízhatóbb annál, illetve a sztenderd Amiga-fájlrendszereknél.

## Jellemzők
Az egyik legfontosabb dolog, ami a PFS-t megkülönbözteti az Amigák régebbi fájlrendszerétől, a Fast File Systemtől (FFS), az az, hogy még adat lemezre írás közben történő resetelés sem teszi tönkre a fájlrendszert, elérhetetlenné téve a benne tárolt fájlokat, hanem csak az írási folyamat által érintett állomány lesz elérhetetlen újraindulás után. A másik, hogy támogatja a többfelhasználós üzemmódot a régebbi MuFS-hez hasonlóan.
A PFS fájlrendszerre formázott merevlemez két fő részre tagolódik. Az eszköz elején található a metaadat-terület, amely egy gyökérblokkból és egy általános blokktömbből áll, amely metaadatok tárolására szolgál. Az eszköz többi része adattárolásra használatos blokktömb. A metaadat rész általában az eszköz kapacitásának csupán néhány százalékát teszi ki, az eszköz méretétől függően. A metaadatok blokkjai fastruktúrában tárolódnak, így például a teljes könyvtár-struktúra is. Ennélfogva az adattároló részben tisztán csak fájladatok helyezkednek el. A metaadatok blokkegységekben írják le az adatok helyét a fájlok között, így a metaadat-struktúra viszonylag tömör tud lenni.
A PFS natívan és fájlrendszerszinten valósítja meg a törölt állományok újrahasznosíthatóságát, a Windowsból jól ismert Lomtár (angolul Recycle Bin) funkciót. A legutolsó törölt fájlokat (PFS2 esetén 31-et, PFS3-nál azonban már 992-t) a merevlemez gyökérkönyvtárában lévő rejtett fiókban tárolja. A rendszer kialakításánál fogva meglehetősen töredezettség-mentesen tartja a benne tárolt fájlokat, ennek ellenére létezik töredezettség-mentesítő alkalmazás, mely működés közben (online) képes elvégezni a dolgát.
A PFS 5.3-as verzióját főként C, kisebb részben assembly nyelven fejlesztette Michiel Pelt.